# 南欧七国
南欧七国，也称地中海集团、地中海七国、南部欧洲七国集团等（英文称EU Med或EuroMed 7、Med Group、Club Med等），是指7个位于南欧的欧洲联盟成员国之间的联盟。这七个国家是指塞浦路斯、法国、意大利、马耳他、葡萄牙、西班牙、希臘。
这一集团包含希臘-羅馬世界中的许多国家。除了塞浦路斯之外的六国均为欧元区和申根区的成员国。

## 历史
南欧七国应塞浦路斯外长和西班牙外长共同协调欧盟内部共同利益的提议，于2013年12月17日在布鲁塞尔成立。
各国决定该集团会有部长级别的年会。首次部长年会原定于2014年在希腊举行，希腊也是时任歐洲聯盟理事會主席國，但事实上会议于4月14日在西班牙的阿利坎特举行。七国外长签署了声明，申明与难民源头和迁移路线上国家合作的必要性，并要求欧洲联盟寄予财政援助和技术手段。
第二次会议于2015年2月在法国首都巴黎举行。第三次部长级会议于2016年2月在塞浦路斯举行，地中海聯盟(UfM)的秘书长亦参加了此次会议。七国外长讨论了北非和中东地区安全和稳定议题以及歐洲移民危機应对在内的一系列问题。
南欧七国于2016年9月9日在希腊雅典的扎皮翁宫举行了第一届南欧国家峰会。峰会之后，发表了雅典宣言，宣言呼吁应进行对青年失业问题、促进经济增长和欧洲联盟在安全和移民问题上加强合作的投资。
2017年1月28日，七国在葡萄牙首都里斯本举行了领导人会晤，在英国脱离欧盟后的欧盟未来、欧洲安全、非法移民和经济增长等问题进行了会谈。会后发表了里斯本宣言，宣言重申欧洲国家一致行动的重要性和对反对贸易保护主义的反对，并且申明欧盟准备开始与英国就脱离欧盟事项展开谈判并希望英国仍能作为欧盟的亲密伙伴。
2017年4月10日，七国在西班牙首都马德里召开小型峰会，商讨欧洲加强团结、重振经济、移民等议题。会上，七国首脑表示，军事途径不能解决叙利亚问题，可行的政治解决方案惟能以联合国和日内瓦条约框架之中方能求得。

2017年10月10日，七国领导人会议在塞浦路斯首都尼科西亚举行，会议议题与之前的布鲁塞尔欧盟领导人峰会相关，议题包括移民问题、经济增长、能源问题、对英国脱离欧盟的谈判以及欧盟与土耳其的双边关系等。
2018年1月10日，地中海集团七国领导人在意大利罗马举行了第四次领导人会议，领导人们在欧洲难民危机、欧元区经济增长前景、失业率问题及两年内欧洲国家大选等问题进行了磋商，并在经济领域达成加速银行业整合的切实共识。

## 七国总览
|          | 国家     | 首都     | 面积 (km2) | 人口 (2016) | 人均名义GDP(美元) (2015) | 名义GDP总量(10亿美元) (2015) | 货币       | 人类发展指数 (2015) |
| -------- | -------- | -------- | ---------- | ----------- | ------------------------ | ---------------------------- | ---------- | ------------------- |
| 法國     | 法国     | 巴黎     | 672 369    | 67 595 000  | 37 675                   | 2 421,5                      | 欧元 (EUR) | 0.897               |
| 義大利   | 意大利   | 罗马     | 301 336    | 60 599 936  | 35 708                   | 1 815,8                      | 欧元 (EUR) | 0.873               |
| 西班牙   | 西班牙   | 马德里   | 505 370    | 46 468 102  | 30 278                   | 1 406,9                      | 欧元 (EUR) | 0.884               |
| 葡萄牙   | 葡萄牙   | 里斯本   | 92 090     | 10 374 822  | 21 747                   | 228,2                        | 欧元 (EUR) | 0.843               |
| 希腊     | 希腊     | 雅典     | 131 957    | 10 955 000  | 18 954                   | 204,9                        | 欧元 (EUR) | 0.866               |
| 賽普勒斯 | 賽普勒斯 | 尼科西亚 | 9 251      | 838 897     | 26 109                   | 23,3                         | 欧元 (EUR) | 0.850               |
| 马耳他   | 马耳他   | 瓦莱塔   | 316        | 445 426     | 24 297                   | 10,5                         | 欧元 (EUR) | 0.856               |
|          | 南欧七国 |          | 1 712 689  | 197 277 183 | 27 824                   | 6 111,1                      |            |                     |

## 备注
1. ↑  虽然七国不尽然为地中海国家（葡萄牙非地中海沿岸国），也不尽然包括全部欧盟中的地中海国家（希腊等并未被涵盖在内），外文中多以地中海（Med）为修饰而无南欧之称谓，不过中华人民共和国商务部以及多数中文媒体倾向于使用南欧为修饰，过去亦有称地中海七国或是地中海集团七国。[1][2]